# GJB5
GJB5 (англ. Gap junction protein beta 5) – білок, який кодується однойменним геном, розташованим у людей на короткому плечі 1-ї хромосоми.  Довжина поліпептидного ланцюга білка становить 273 амінокислот, а молекулярна маса — 31 088.
| 10         |  | 20         |  | 30         |  | 40         |  | 50         |
| ---------- |  | ---------- |  | ---------- |  | ---------- |  | ---------- |
| MNWSIFEGLL |  | SGVNKYSTAF |  | GRIWLSLVFI |  | FRVLVYLVTA |  | ERVWSDDHKD |
| FDCNTRQPGC |  | SNVCFDEFFP |  | VSHVRLWALQ |  | LILVTCPSLL |  | VVMHVAYREV |
| QEKRHREAHG |  | ENSGRLYLNP |  | GKKRGGLWWT |  | YVCSLVFKAS |  | VDIAFLYVFH |
| SFYPKYILPP |  | VVKCHADPCP |  | NIVDCFISKP |  | SEKNIFTLFM |  | VATAAICILL |
| NLVELIYLVS |  | KRCHECLAAR |  | KAQAMCTGHH |  | PHGTTSSCKQ |  | DDLLSGDLIF |
| LGSDSHPPLL |  | PDRPRDHVKK |  | TIL        |  |            |  |            |

A: Аланін

C: Цистеїн

D: Аспарагінова кислота

E: Глутамінова кислота

F: Фенілаланін

G: Гліцин

H: Гістидин

I: Ізолейцин

K: Лізин

L: Лейцин

M: Метіонін

N: Аспарагін

P: Пролін

Q: Глутамін

R: Аргінін

S: Серин

T: Треонін

V: Валін

W: Триптофан

Локалізований у клітинній мембрані, мембрані, клітинних контактах.